# Guðni Kjartansson
Guðni Kjartansson   (Islàndia, 10 de desembre de 1946) és un exfutbolista islandès de la dècada de 1960.
Fou 31 cops internacional amb la selecció islandesa. Pel que fa a clubs, fou jugador, entre d'altres, de Keflavík.
Fou entrenador de la selecció islandesa.
- 1975: Keflavík
- 1976: Keflavík
- 1978: Keflavík
- 1979: Keflavík
- 1980-1981:  Islàndia
- 1981: Keflavík
- 1983: Keflavík
- 1989:  Islàndia
- 1991: KR